# 新路德主義
新路德主義是信義宗一個19世纪复兴路德教的运动与驅動虔信的开始，并藉此对抗自然神學和虔诚主义。该运动是在旧路德派运动之后进行，其重点是在基督徒社区中重新确立路德派的身份，并重新以協同書作為路德派的教義，同時審視传统教义和礼仪，这与英格兰天主教運動兴起并行。 參與這項復興運動的人有时甚至被称为“德国的愛德華·布維萊·普西 ”。在德国的罗马天主教堂，新路德派常常与约翰·亚当·默勒相提并论。

## 抵制愛爾朗根学說
新路德主義是對普魯士聯盟的一種反抗，其發展方式與英國政府為了增加愛爾蘭教區人數而決定實行牛津運動相類似。這個教派把教義重新定義，以與舊路德派区别。同样，在新路德主义中亦形成了一种区别，其中一方坚持反對愛爾朗根神学，试图恢复正統路德派，而另一方則坚持了愛爾朗根学派神学。反愛爾朗根神学由恩斯特·威廉·亨斯滕伯格、卡尔·保罗·卡萨里，古斯塔夫·阿道夫·西奥多·费利克斯·霍内克、弗里德里希·阿道夫·菲利普和沃尔特所代表。 而他們的神学發展与后来的自白路德主义相類似。後來，愛爾朗根學派试图把宗教改革後的神学与新学說相结合。愛爾朗根学派主張者包括弗朗兹·赫尔曼·莱因霍尔德·冯·弗兰克、狄奥多西·哈纳克、弗朗兹·德利奇施、约翰·克里斯蒂安·康拉德·冯·霍夫曼、卡尔·弗里德里希·奥古斯特·卡尼斯、克里斯托弗·恩斯特·卢萨德和戈特弗里德·托马修斯。

## 高教会路德会
然而，新路德教有时被西奥多·弗里德里希称为只有神学和活動代表。奥古斯特·弗里德里希·克里斯蒂安·维尔马、约翰·科拉德·威廉·洛、弗里德里希奥托和弗里德里希·朱利叶斯·斯塔尔發表了高教會派的教会學。他们反对无形教会的观念，認為教会是一种外在有形的救赎。因此，他们强调了由基督设立的聖职事工，以及圣礼的重要性，他們稱為“恩典之道”。但是，与愛爾朗根学派不同，这种新路德主义对路德教会的神学没有持久的影响。

## 參看
- 神學
- 宗教
- 路德教